# 부남면 (무주군)
부남면(Bunam-myeon, 富南面)은 대한민국의 면 단위 행정구역 중 하나이다. 전북특별자치도 무주군에 속해있다.

## 개요
부남면은 3군 9면 접경의 금강 상류 내륙 중심 지역이다. 인삼이 주 농업인 인삼 보고의 고장이며, 수상레저 스포츠, 래프팅의 전국 중심지 금강 30리가 이어지는 고장이다.
면적은 69.4km2 (경지11.6%, 산림 80.9%, 기타 7.5%)이며, 인구는 754세대, 1,554명이 있다.

## 하위 행정구역
- 장안리
- 대소리
- 대유리
- 가당리
- 굴암리
- 고창리

## 교육
- 부당초등학교
- 부남초등학교
- 부남중학교

## 관광
- 조항산

## 같이 보기
- 무주군